# Alan Sunderland
Alan Sunderland (Conisbrough, 1º luglio 1953) è un ex calciatore inglese, di ruolo attaccante.

## Biografia
Dopo il ritiro dal calcio giocato Sunderland aprì un pub ad Ipswich, prima di trasferirsi a Malta, dove allenò una squadra locale, il Birkirkara.

## Carriera

### Club
Sunderland nacque a Conisbrough, nella contea di Yorkshire, ed iniziò la sua carriera nel Wolverhampton Wanderers. Fece circa 200 presenze con il Wolverhampton, vincendo la Football League Cup nella stagione 1973-1974, e la Second Division nella stagione 1976-1977. Nel novembre 1977, Sunderland firmò un contratto di 220.000 sterline con l'Arsenal; inizialmente giocò come centrocampista, poi divenne attaccante e divenne un titolare, giocando la finale della FA Cup 1977-1978, persa contro l'Ipswich Town per 1-0.
Sunderland raggiunse l'apice del successo nella finale di FA Cup 1978-1979; l'Arsenal stava vincendo contro il Manchester United per 2-0 con i gol di Brian Talbot e Frank Stapleton, e a cinque minuti dalla fine la vittoria sembrava in mano ai Gunners. Il Manchester United invece segnò due volte nell'arco di 3 minuti, con i gol di Gordon McQueen e Sammy McIlroy, e incombevano i tempi supplementari. Nell'ultimo minuto di gioco, l'Arsenal tentò un ultimo attacco; Liam Brady passò la palla a Graham Rix sulla fascia sinistra, e crossò. Sunderland segnò sul cross, facendo vincere all'Arsenal la coppa.
Sunderland restò all'Arsenal per altri 5 anni, formando una forte coppia d'attacco con Frank Stapleton per due anni; fu il capocannoniere della squadra nella stagione 1979-1980 e nella stagione 1981-1982, e giocò nelle finali, entrambe perse, di FA Cup 1979-1980 e di Coppa delle Coppe 1979-1980.
Dopo un paio di infortuni e l'arrivo di Charlie Nicholas, Sunderland non fu più titolare. Andò infatti in prestito all'Ipswich Town nel febbraio del 1984, aiutando la squadra a non retrocedere dalla First Division, per poi trasferirsi definitivamente durante l'estate. Giocò per l'Ipswich fino al 1986, dopo si trasferì al Derry City, dove ottenne quattro presenze e due gol.

### Nazionale
Sunderland ottenne un'unica presenza con la Nazionale inglese, in un'amichevole giocata a Sydney il 31 maggio 1980 con la Nazionale australiana, e rappresentò anche il suo Paese con la Nazionale Under-21 (nonostante avesse superato il limite d'età), la Under-23, e la Nazionale B.

## Palmarès

### Club

#### Competizioni nazionali
- Coppa di Lega inglese: 1

Wolverhampton: 1973-1974
- Second Division: 1

Wolverhampton: 1976-1977
- Coppa d'Inghilterra: 1

Arsenal: 1978-1979